# Azəryol VK
Le Azəryol Bakı Voleybol Klubu est un club féminin de volley-ball azerbaïdjanais fondé en 2011 et basé à Bakou qui évolue pour la saison 2014-2015 en Superliqa.

## Palmarès
- Championnat d'Azerbaïdjan
  - Finaliste : 2014.

## Effectifs

### Saison 2015-2016
| No                                      | Nom                                     | Date de naissance                       | Taille                         | Poids                          | Poste                          |
| --------------------------------------- | --------------------------------------- | --------------------------------------- | ------------------------------ | ------------------------------ | ------------------------------ |
| 2                                       | Mareen Apitz                            | 26 mars 1987                            | 183                            | 73                             | Passeuse                       |
| 3                                       | Lauren Whyte                            | 10 février 1991                         | 183                            | 78                             | Réceptionneuse-attaquante      |
| 4                                       | Stephanie Niemer                        | 3 septembre 1989                        | 187                            | 70                             | Réceptionneuse-attaquante      |
| 5                                       | Malika Kanthong                         | 8 janvier 1987                          | 177                            | 63                             | Attaquante                     |
| 6                                       | Kyla Richey                             | 20 juin 1989                            | 188                            | 83                             | Réceptionneuse-attaquante      |
| 7                                       | Yelena Parkhomenko                      | 11 septembre 1982                       | 186                            | 68                             | Centrale                       |
| 8                                       | Iuliia Karimova                         | 7 février 1988                          | 168                            | 62                             | Libero                         |
| 9                                       | Anna Stepaniuk                          | 31 octobre 1992                         | 180                            | 70                             | Réceptionneuse-attaquante      |
| 10                                      | Kinga Kasprzak                          | 12 juin 1987                            | 18                             | 76                             | Réceptionneuse-attaquante      |
| 11                                      | Katerina Zhidkova                       | 28 septembre 1989                       | 187                            | 68                             | Réceptionneuse-attaquante      |
| 12                                      | Shafagat Habibova                       | 3 août 1991                             | 178                            | 63                             | Passeuse                       |
| 14                                      | Chinara Kulieva                         | 23 décembre 1996                        | 170                            | 65                             | Libero                         |
| 15                                      | Aynur Karimova                          | 7 décembre 1988                         | 189                            | 66                             | Centrale                       |
| 16                                      | Jeyran Aliyeva                          | 3 janvier 1995                          | 165                            | 51                             | Libero                         |
| 17                                      | Janelle Sykes                           | 14 octobre 1993                         | 191                            | 80                             | Centrale                       |
| 18                                      | Leyla Parshkova                         | 19 août 1998                            | 178                            | 68                             | Libero                         |
|                                         |                                         |                                         |                                |                                |                                |
| Encadrement technique                   | Encadrement technique                   |                                         | Légende                        | Légende                        | Légende                        |
| Entraîneur : Aleksandr Chervyakov       | Entraîneur : Aleksandr Chervyakov       | Entraîneur : Aleksandr Chervyakov       | : Capitaine                    | : Capitaine                    | : Capitaine                    |
| Entraîneur(s) adjoint(s) : Ziya Rəcəbov | Entraîneur(s) adjoint(s) : Ziya Rəcəbov | Entraîneur(s) adjoint(s) : Ziya Rəcəbov | : Joueuse blessée actuellement | : Joueuse blessée actuellement | : Joueuse blessée actuellement |

| Équipe type : Azəryol VK                                                                                    |
| \| Apitz · # 2 Kasprzak · # 10 Parkhomenko · # 7 Kanthong · # 5 Niemer · # 4 Sykes · # 17 Karimova · # 8 \| |
| Apitz · # 2 Kasprzak · # 10 Parkhomenko · # 7 Kanthong · # 5 Niemer · # 4 Sykes · # 17 Karimova · # 8       |

| Apitz · # 2 Kasprzak · # 10 Parkhomenko · # 7 Kanthong · # 5 Niemer · # 4 Sykes · # 17 Karimova · # 8 |